# (14885) Paskoff
(14885) Paskoff est un astéroïde de la ceinture principale.

## Description
(14885) Paskoff est un astéroïde de la ceinture principale. Il fut découvert le 6 septembre 1991 à l'Observatoire de Haute-Provence par Eric Walter Elst. Il présente une orbite caractérisée par un demi-grand axe de 3,10 UA, une excentricité de 0,07 et une inclinaison de 10,0° par rapport à l'écliptique.

## Compléments